# Luchthaven Tivat

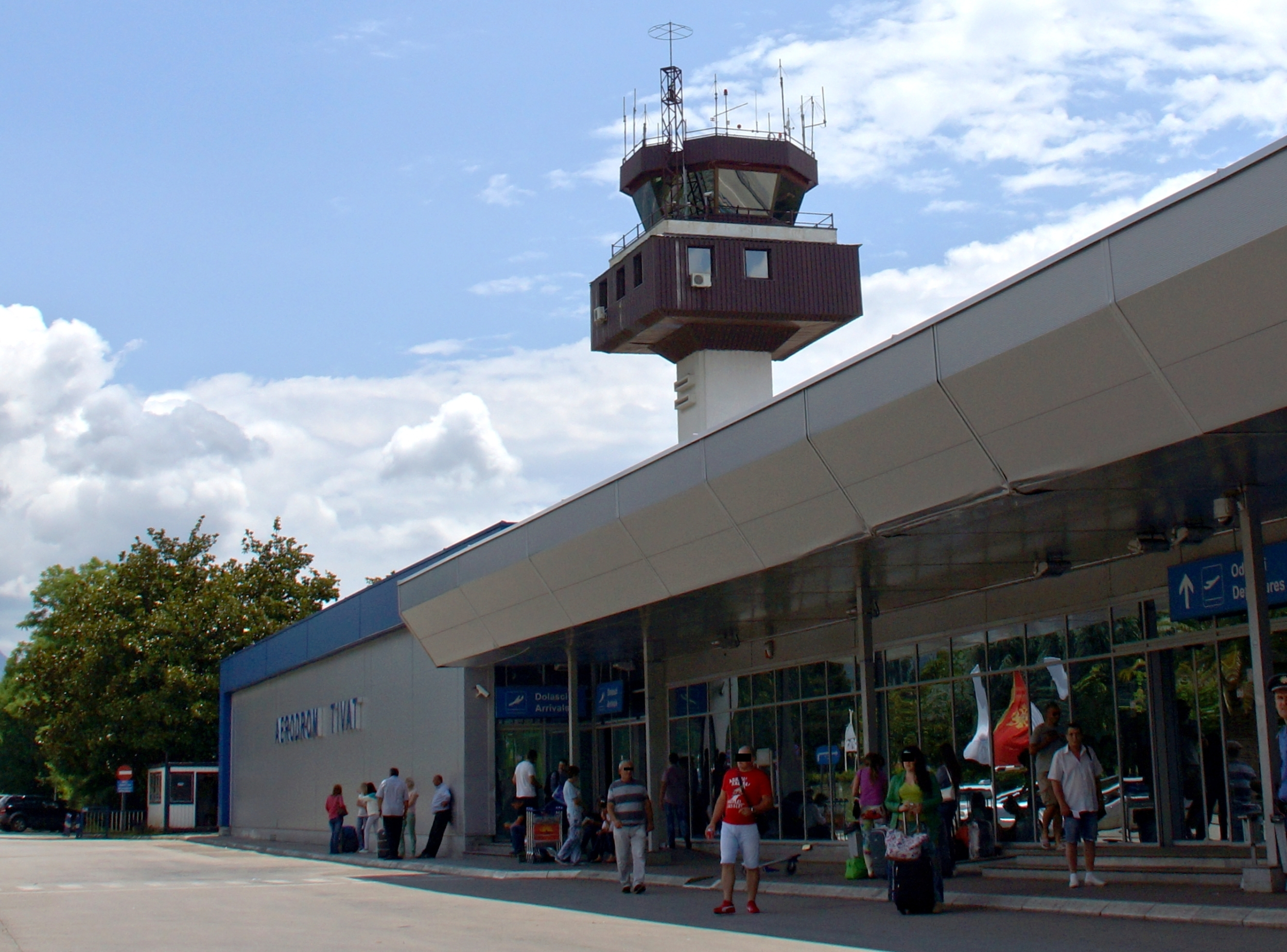
Luchthaven Tivat

Luchthaven Tivat (Montenegrijns: Аеродром Тиват, Aerodrom Tivat, Kroatisch: Zračna luka Tivat) is een internationale luchthaven 4 km van het centrum van Tivat, Montenegro.
De luchthaven werd gebouwd in 1971 en is de grootste luchthaven in Montenegro. De andere internationale luchthaven van Montenegro is Podgorica. Beide luchthavens zijn eigendom van het staatsbedrijf Аеродроми Црне Горе (Aerodromi Crne Gore, Luchthavens van Montenegro).
In 2014 verwerkte luchthaven Tivat 910.533 passagiers met en aantal van 5.294 vliegtuigbewegingen. Ondanks het feit dat dalen en stijgen niet zonder risico is (de startbaan eindigt op slechts honderd meter van de baai van Kotor en is omringd door bergen) hebben er nog geen incidenten plaatsgevonden.